# Mezdreja
Mezdreja (bulgariska: Мездрея) är ett distrikt i Bulgarien.   Det ligger i kommunen Obsjtina Berkovitsa och regionen Montana, i den västra delen av landet, 60 km norr om huvudstaden Sofia.
Omgivningarna runt Mezdreja är en mosaik av jordbruksmark och naturlig växtlighet. Runt Mezdreja är det ganska glesbefolkat, med 35 invånare per kvadratkilometer.